# Arius stormii
Arius stormii és una espècie de peix de la família dels àrids i de l'ordre dels siluriformes que es troba des de Tailàndia fins a Indonèsia.
Els mascles poden assolir els 50 cm de llargària total.